# Louis Stotijn

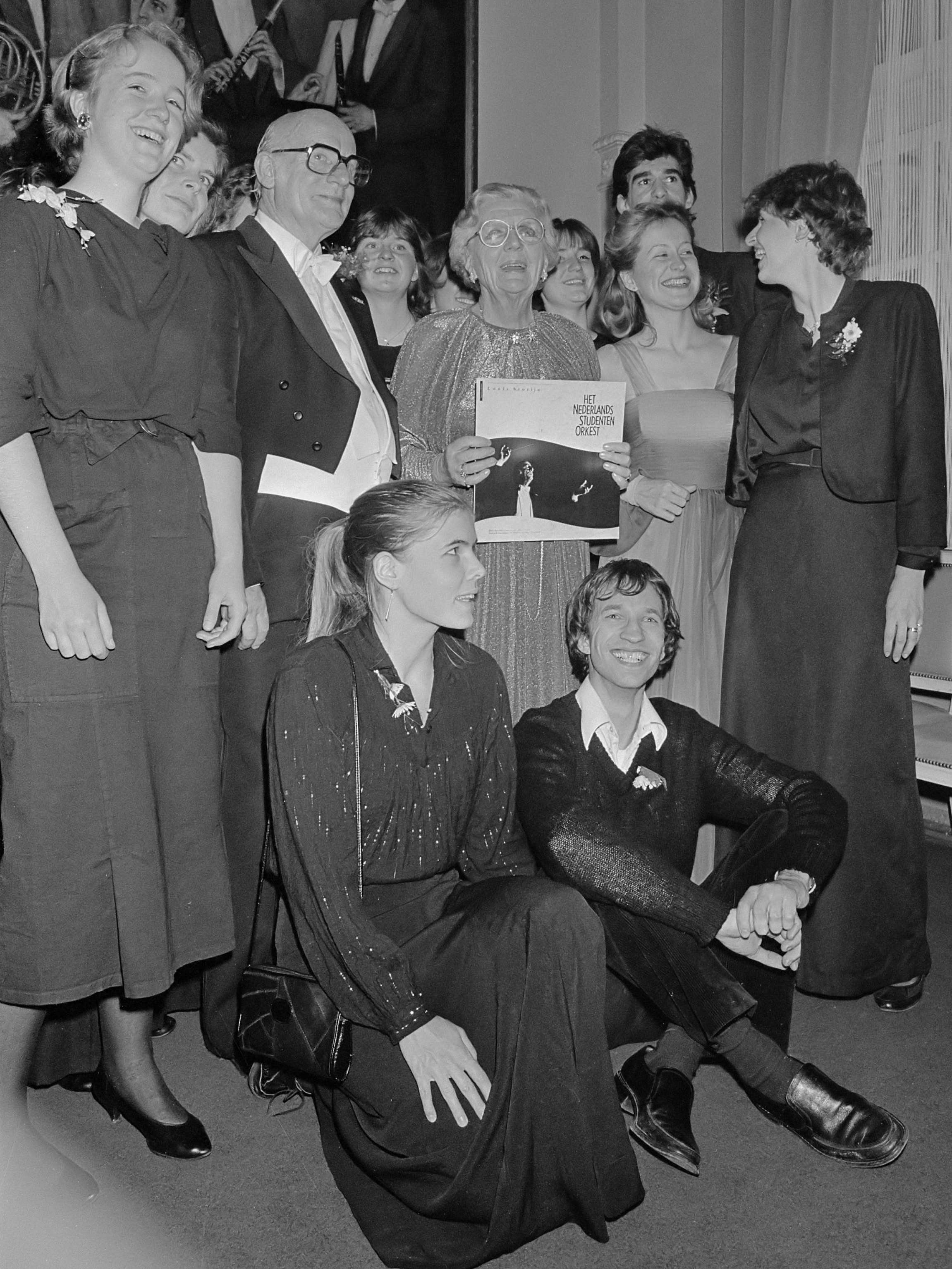
Prinses Juliana en Louis Stotijn te midden van leden van het Nederlands Studenten Orkest (1985)

Lodewijk Wilhelmus (Louis) Stotijn (Den Haag, 26 augustus 1918 – aldaar, 9 april 2013) was een Nederlands dirigent en fagottist.
Hij was zoon van violist Constantijn Stotijn en Cornelia Christina Olivier. Hijzelf trouwde met Hendrika Jacoba Tammerijn. Zonen Ruud Stotijn, Peter Stotijn en Erik Stotijn werden eveneens musicus, de eerste twee binnen klassieke muziek, de laatste binnen jazz. 
Het zag er niet naar uit dat hij net zoals broers Jaap Stotijn en Constant Stotijn in de muziekwereld zou belanden. Vader stuurde aan op een studie theologie. Maar het bloed kroop waar het niet gaan kon en zo kwam Louis dan toch op het Haags conservatorium terecht voor een studie fagot bij Jacques Poons en een studie compositieleer bij Sem Dresden. Hij trad in 1938 toe tot het Nederlands Kamerorkest van Otto Glastra van Loon; hij speelde er fagot, maar soms ook viool. Hij had ook zitting in het operettegezelschap van Fritz Hirsch en het KRO-orkest van Herman Abendrot. In 1940 studeerde hij af voor fagot en in 1941 was hij solofagottist van het Residentie Orkest, waar ook andere musici uit de familie emplooi hadden gevonden. Hij zou er tot 1961 blijven en speelde tegelijkertijd in het Haags Blaaskwintet, waarmee hij heel Europa door trok. Na de Tweede Wereldoorlog begon hij aan de studie directie bij Hermann Scherchen (het duurde drie weken) en Carl Schuricht. Dat kwam goed van pas, toen het Residentie Orkest in 1952 een invaller zocht voor hun zieke vaste dirigent Willem van Otterloo. Geen eenvoudige taakwant op het programma stond Le sacre du printemps van Igor Stravinsky. Het beviel kennelijk goed, want nadat hij in 1953 benoemd was tot assistent-dirigent zou Louis nog minstens zeventig keer voor dat orkest staan. Bovendien kon hij vanaf 1955 leiding geven aan de orkestklas van het Haags Conservatorium en vanaf 1961 tot 1981 gaf hij er directielessen. In de jaren zestig schakelde hij over naar balletmuziek. Hij werd in 1964 leider van het Nederlands Dans Theater en in 1965 richtte hij op verzoek van het Ministerie van Cultuur, Recreatie en Maatschappelijk Werk het Nederlands Ballet Orkest (Begeleidings Orkest) op en werd er tot 1967 dirigent van. Hij was niet alleen beroepsmatig actief; hij was tussen 1960 en 1987  ook dirigent bij het amateurorkest Philips Symphonie Orkest. In die periode gaf hij voorts leiding aan de Koninklijke Orkestvereniging Symphonia als opvolger van oom Jaap Stotijn. En tussen 1969 en 1972 leidde hij het Eindhovens Barokensemble Vanaf 1976 dirigeerde hij het Zeeuws Orkest (deels beroeps, deels amateur) in Middelburg (opvolger van Jan Out), als ook het Nederlands Studenten Orkest, dat hij tot 1985 zou leiden; opvolger aldaar voor een jaar was Lucas Vis. In 1987 verdween Louis Stotijn uit de actieve muziekwereld; Jules van Hessen neemt de baton van het Philipsorkest over. Stotijn kwam soms later even terug voor een jubileumconcert.
Louis Stotijn overleed na een kort ziekbed in het Bronovo Ziekenhuis in Den Haag op 94-jarige leeftijd.
Lodewijk Wilhelmus had een naamgenoot, een in Den Haag bekende zwemleraar, de vader van Joop Stotijn. 